# Чосон
Кралство Чосон (буквален превод „Великата Държава Чосон“, Коригирана романизация на корейския езикːJoseon) е кралство на територията на Корейския полуостров, съществувало между 1392 и 1897 година, основано от И Сон-гье чрез преврат през 1388. След преврата столицата е преместена в днешен Сеул. По време на Чосон, северните граници се разширяват до реките Тумъндзян и Ялудзян, след подчиняването на местното население – Джурчени. Династия Чосон е последната династия в историята на Корея и най-дълго управляващата династия, идеализираща конфуцианството.
По време на царуването си, Чосон насърчено затвърдява китайските идеали и доктрини на конфуцианството в корейското общество. Нео конфуцианството е утвърдено като новата идеология на династията. Будизмът е отчасти отхвърлен и дори понякога се стига до гонения. След като Корейският полуостров се обединява, идват разцвет на културата, търговията, науката, литературата и технологията. Въпреки разцвета, Чосон е няколко пъти отслабен от късния XVI до ранния XVII век, когато са японските и манджурските нашествия, които водят до тежка изолационна политика. Въпреки това след края на Второто Манджурско нашествие страната е близо 200 години в мир.
Независимо от разцвета и мира в продължение на 200 години, през XVIII век династията е към своя край, когато посреща вътрешни борби, борби за власт и международен натиск, Чосон се разпада в края на XIX в. Династията оставя огромно културно наследство – традиции, етикет, културни норми, обществени нагласи към текущи въпроси и съвременния корейски език.

## Ранен период

### Създаване на Чосон
През късния XIV век, почти 500-годишното кралство Корьо е пред разрушение вследствие на години на войни и окупацията от разпадащата се Монголската империя. След последвалото идване на власт на династия Мин в Китай, дворецът в Корьо се разделя на два фронта – подкрепящи генерал И (т.е. династия Мин) и генерал Чо (т.е. династия Юан). Корьо твърди, че е наследник на древното кралство Когурьо и възстановяването винаги е било част от външната им политика, затова те изискват територията Манджурия от Китай. Когато изпращат вестител, за да изисква бившата територия на Когурьо, генерал И едновременно тръгва на поход, за да завладее Ляодунския полуостров, който обаче въстава, връща се обратно и сваля досегашния крал У, в полза на сина му Чанг. Малко след това убива както и предишния крал У, така и сина му, заради неуспешната реставрация и насилствено поставя династия И на трона. През 1392 г. детронира Чон Монг-чу, лидер на група привърженици на династия Корьо и последен крал от династията, изпращайки го в изгнание и слага край на дългото управление на Корьо, поставяйки началото на Чосон.
В началото от управлението си, И Сон-гье, коронован като Теджо използва досегашното название на страната, като само променил династията на И, но все още влиятелните поддръжници на Корьо като Глонмун благородниците и клана Уанг, които въпреки понижени продължавали да упражняват известно влияние, поради което управниците решават, че са нужни по-сериозни мерки за укрепване на властта и след дълго премисляне именува династията като Чосон, идващо от древното кралство Кочосон и премества столицата от Кесон в Ханян или Хансон, днешен Сеул.

## Среден период

### Японски нашествия
Цялата корейска история е белязана от пиратски действия по море и суша. Единствения начин за Чосон тогава е морския флот да осигури търговията срещу японските пирати. Развитата технология като подобрен барут и „огнената карта“ – първообраза на Реактивната система за залпов огън спомагат пиратите да бъдат държи настрана.
По време на Японските инвазии, военачалника Тойотоми Хидейоши в заговор да завладее династия Мин с португалски оръжия, използва Чосон като трамплин и нахлува с даймьо и армията им. Разделението на съда в Чосон, неспособността да се оцени военната ситуация и неуспешните дипломатически договаряния с Япония довеждат до лоша подготовка от страна на държавата. Използването на европейски оръжия от японците, остава по-голямата част от южния Корейския полуостров окупиран с месеци включително и днешните столици Пхенян и Сеул. Въпреки силната атака на Япония, благодарение на генерал И Сун-шин, отчасти най-вероятно образувалата се партизанска война и местната съпротива забавят нашествието. Адмирал И успешно установява контрол по вода, а китайците се включват с голяма войска, с което изблъскват японците. По време на войната Чосон изобретява много оръжия като огнената карта и корабът-костенурка. Отношенията между Корея и Япония се възстановят до 1609 г.

### Манджурски нашествия
След Японските нашествия, Чосон бил отслабен. От друга страна Нурхаци, вожд на Джурчените, целял да обедини Манджурия в силна коалиция и която по-късно синът му Абахай преименувал на манджури. Нурхаци от своя страна изпраща до Китай „Седемте оплаквания“, чрез които започва да води военни конфликти. По това време на власт в Чосон бил петнайсетият крал Куанхегун, който изпаднал в тежка ситуация – и двете воюващи страни поискали помощ от страната. Първоначалното решение на крал Куанхегун било Чосон да не подкрепи нито една от воюващите страни, но съдът се противопоставил остро на решението му, аргументирайки се, че без намесата на Китай по време на нашествията от страна на Япония, Чосон щял да бъде разрушен. През 1623 Куанхегун е свален от престола и заменен с Инджо, който прогонва всички поддръжници на предишния крал и открито подкрепя Китай, но генерал И Гуал организира бунт, който отслабва много северните граници. Въпреки това, крал Инджо решава да постави по-голяма военна сила в столицата, отколкото по северните граници. През 1627 година армията на Манджурия състояща се от 30 000 войници навлизат в Чосон, по северните граници те са подкрепени от янбан (държавните служители и офицерите), които били поддръжници предишния крал Куанхегун и същата година Чосон е принудена на приеме „братски“ отношения с Манджурското кралство. Въпреки победата на Чосон, крал Инджо не спира да се противи на вече установената династия Цин и император Абахай изпраща наказателни отряд от 120 000 цивилни. Победен Инджо е принуден да признае Цин като сюзерен, вместо Мин. Последвалият крал Хьоджон се опитва да си отмъсти, но така и не осъществява плановете си. Като последица от поражението, Чосон трябвало да даде няколко от принцесите си на регента, принц Доргон, които станали наложници.
Въпреки че двете държави възстановява икономическите си отношения, много интелектуалци и лидери смятат Цин за варвари и продължават да използват името на предишната династия като официално име на държавата до 1861.

## Късен период

### Край на династия Чосон
През 1863 крал Годжон взема трона. Баща му става регент, докато достигне зряла възраст. През ранните години на 1860-те регентът бил главен привърженик на изолационизма и преследването на католици. Големи усилия полага и за възстановяването на двореца Гьонбоккун, седалището на кралската власт. По време на управлението той не изразява предпочитания към фамилии и партии, а просто се старае да насърчи хората. Концентрира се и върху икономиката като реформира данъците. През 1871 Чосон и САЩ се сблъскват, когато канонерска лодка на САЩ се опитва да влезе без разрешение на корейците.
През 1873 крал Годжон официално поема властта, след като регента официално се отказва от позициите си в двореца. Кралица Мин добива огромна сила, поставяйки семейството си на високи позиции. През 1876, след Реставрацията Мейджи в Япония и придобитите западни военни технологии, Чосон е принуден на подпише търговския договор „Ганхвадо“, с който се отварят порти на Япония за търговия и екстериториалност.
Много от корейците мразели чуждото влияние върху страната и корупцията от страна на Чосон. През 1881 била формирана елитна военна част с японски треньори, но заплатите на войниците се бавели и година по-късно се организирали бунтове срещу японските офицери. Войниците дори принудили кралицата да им осигури убежище в провинцията. През 1894 става друг масов бунт от земеделците, които се надигат срещу местния владетел, побеждават го и си разделят помежду си имотите му. Бунта се разраства толкова много, че достига град Чонджу и управлението моли за помощ Цин за прекратяване на бунта. Цин изпраща 3000 войници и договарят примирие с бунтовниците, но след като японците разбират за намесата на Цин веднага изпращат 8000 войници, завземайки кралския дворец и правейки про-японско правителство през юни 1894, което предизвиква Първата Китайско-японска война (1894-1895) водена на Корейския полуостров.
Императрица Мьонсонг (кралица Мин) се опитва да се противопостави на японската намеса в Чосон, обмисляйки варианти за помощ от Руската империя и Китай, но 1895 императрицата е убита от японски агенти, така японският министър в Корея почти отрито извършва заговор срещу нея. Група от японски агенти влизат в двореца Гьонбоккун, убиват я и оскверняват тялото ѝ.
През 1895 Китай официално признава поражението си и подписва договора Шимоносеки, който гарантира независимостта на Корея от Китай. Това е плюс на Япония, с който да подчини държавата. Съдът на Чосон смята, че Корея трябва да отстоява независимостта си и обявява „Корейската империя“, приема реформата Гуангму през 1897, а крал Годжон е титулуван като император. Технически обявяването на края на династията се смята, когато името е променено, но след това Чосон продължава да властва.
С края на Руско-японската война (1904 – 1905 г.) Корея официално става протекторат на Япония, а принц Ито Хиробуми става генерал-губернатор. Принцът принуждава император Годжон да абдикира в полза на последния владетел от династия Чосон Сунджон. През 1909 Ито Хиробуми е убит от активиста Ан Чун-гун на гарата в Харбин, което дава причина на Японската империя да присъедини Корея към територията си.